# 謝配鵬
謝配鵬，江西省贛州府興國縣人，清朝政治人物、同進士出身。
光緒三年（1877年），参加丁丑科殿試，登進士三甲第113名。同年五月，授刑部主事。